# Katarzyna Kretkowska
Katarzyna Maria Kretkowska z domu Jabłecka (ur. 7 czerwca 1958 w Gdyni) – polska działaczka polityczna i samorządowa, anglistka, posłanka na Sejm IX kadencji.

## Życiorys
Córka Mieczysława i Jadwigi. Dzieciństwo spędziła w Egipcie i w Indiach, w drugim z tych krajów ukończyła szkołę podstawową. Maturę zdała w I Liceum Ogólnokształcącym im. Mikołaja Kopernika w Gdańsku, następnie w 1980 została absolwentką filologii angielskiej na Uniwersytecie im. Adama Mickiewicza w Poznaniu. W latach 80. studiowała na Uniwersytecie Edynburskim, kształciła się też podyplomowo w zakresie zarządzania oświatą oraz prawa, gospodarki i finansów Unii Europejskiej.
Po studiach pracowała jako nauczycielka akademicka w Instytucie Filologii Angielskiej UAM, później związana z Wyższą Szkołą Pedagogiki i Administracji im. Mieszka I w Poznaniu, gdzie kierowała studium języków obcych. Nauczała również angielskiego w poznańskich szkołach. Pracowała także w banku jako specjalistka w zakresie funduszy europejskich i promocji, a także koordynatorka projektów. Współzałożycielka społecznej szkoły podstawowej „Dębinka”, a także uczestniczka Kongresów Kobiet. Zajęła się również tłumaczeniem, została współautorką publikacji Oni tworzyli „Solidarność” (2010).
W latach 80. wstąpiła do NSZZ „Solidarność”, działała w opozycji demokratycznej. W latach 90. wstąpiła do Unii Demokratycznej i następnie do Unii Wolności, od 2002 pozostawała bezpartyjna. Nieprzerwanie od 1994 do 2018 sprawowała mandat radnej miejskiej w Poznaniu (uzyskiwany kolejno z listy Unii Wolności, KWW Wojciecha Szczęsnego Kaczmarka, Niezależnego Porozumienia Społecznego oraz SLD Lewica Razem). W latach 1994–1998 wchodziła w skład zarządu miasta, odpowiadając za sprawy społeczne i oświatę. W 2001 ubiegała się o mandat senatorski w okręgu nr 38 z ramienia Bloku Senat 2001, zajmując 5. miejsce wśród 9 kandydatów. W 2006 kandydowała na prezydenta Poznania z własnego komitetu, zdobywając 4,52% głosów i zajmując 4. miejsce. Później została przewodniczącą klubu radnych Zjednoczona Lewica w tym gremium, była także wiceprzewodniczącą rady (2014–2018).
W 2009 bezskutecznie kandydowała do Parlamentu Europejskiego z listy Porozumienia dla Przyszłości – CentroLewica, zaś w 2011, 2015 do Sejmu z ramienia Sojuszu Lewicy Demokratycznej (w 2011 jako bezpartyjna, a w 2015 jako członkini tej partii z listy Zjednoczonej Lewicy). Później została współprzewodniczącą poznańskiego oddziału stowarzyszenia Inicjatywa Polska, jednak opuściła je po podjęciu przez nie współpracy z Koalicją Obywatelską. W wyborach parlamentarnych w 2019 z ramienia SLD uzyskała mandat posłanki na Sejm RP IX kadencji w okręgu poznańskim (zdobyła 16 061 głosów). W Sejmie została członkinią Komisji Edukacji, Nauki i Młodzieży oraz Komisji Finansów Publicznych, a także wiceprzewodniczącą Podkomisji stałej do spraw kształcenia zawodowego.
W wyborach w 2023 bez powodzenia ubiegała się o reelekcję z ramienia Nowej Lewicy (do której przystąpiła wraz z SLD w 2021). W 2024 uzyskała natomiast mandat radnej Sejmiku Województwa Wielkopolskiego VII kadencji. W maju tego samego roku została powołana na członka zarządu województwa VII kadencji.

## Życie prywatne
Ma dwie córki.